# Eoanthidium turnericum
Eoanthidium turnericum is een vliesvleugelig insect uit de familie Megachilidae. De wetenschappelijke naam van de soort is voor het eerst geldig gepubliceerd in 1934 door Mavromoustakis.